# Aberne og det hemmelige våben
Aberne og det hemmelige våben er en dansk tegnefilm fra 1995, instrueret af Jannik Hastrup og med manuskript af Bent Haller.
Filmen er produceret af Dansk Tegnefilm Kompagni og Per Holst Film.

## Stemmer
- Tommy Kenter
- Lisbet Dahl
- Claus Ryskjær
- Otto Brandenburg
- Bodil Udsen
- Per Pallesen
- Anne Marie Helger
- Jesper Klein
- Kirsten Lehfeldt
- Barbara Topsøe-Rothenborg
- Anne Sofie Bredesen
- Cecilie Hastrup Karshøj
- Hector Bjoljahn Hougaard
- Kasper Fønss Stilling